# Estadio Gran Parque Central
L'Estadio Gran Parque Central, plus connu sous le diminutif de El Parque, est un stade de football uruguayen situé à Montevideo. Il fut construit et inauguré en 1900. Sa capacité est de 34 000 places.
En 1923 et 1924, il fut le stade de la finale de la Copa América. En 1930, il accueillit des matchs de la première Coupe du monde de football.
Son club résident est le Club Nacional de Football.
Ses quatre tribunes portent le nom de quatre des personnages les plus importants de l'histoire du Nacional :
- José María Delgado : président de l'institution entre 1911 et 1921 ; et entre 1929 et 1932.
- Atilio García : meilleur buteur de l'histoire du Nacional.
- Héctor Scarone : un des meilleurs buteurs de l'histoire du Nacional et de l'équipe d'Uruguay.
- Abdón Porte (en) : joueur des débuts du XXe siècle, qui s'est suicidé après avoir été relégué de la première équipe.

## Galerie

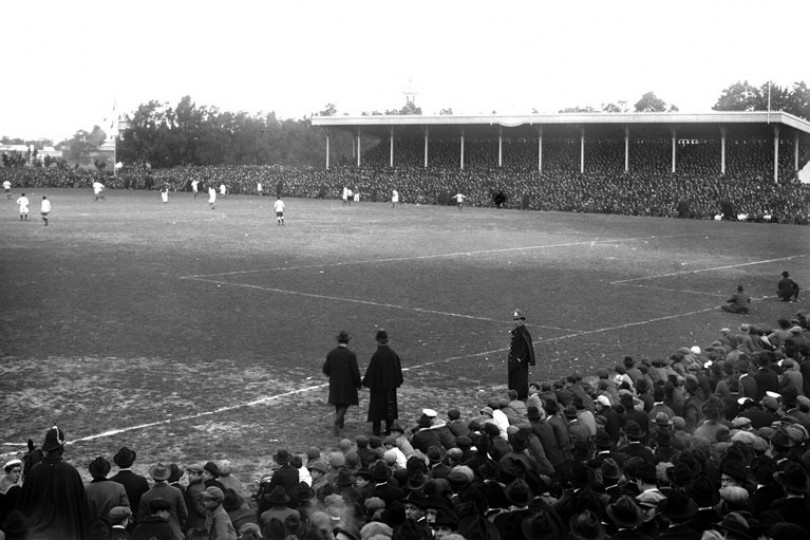
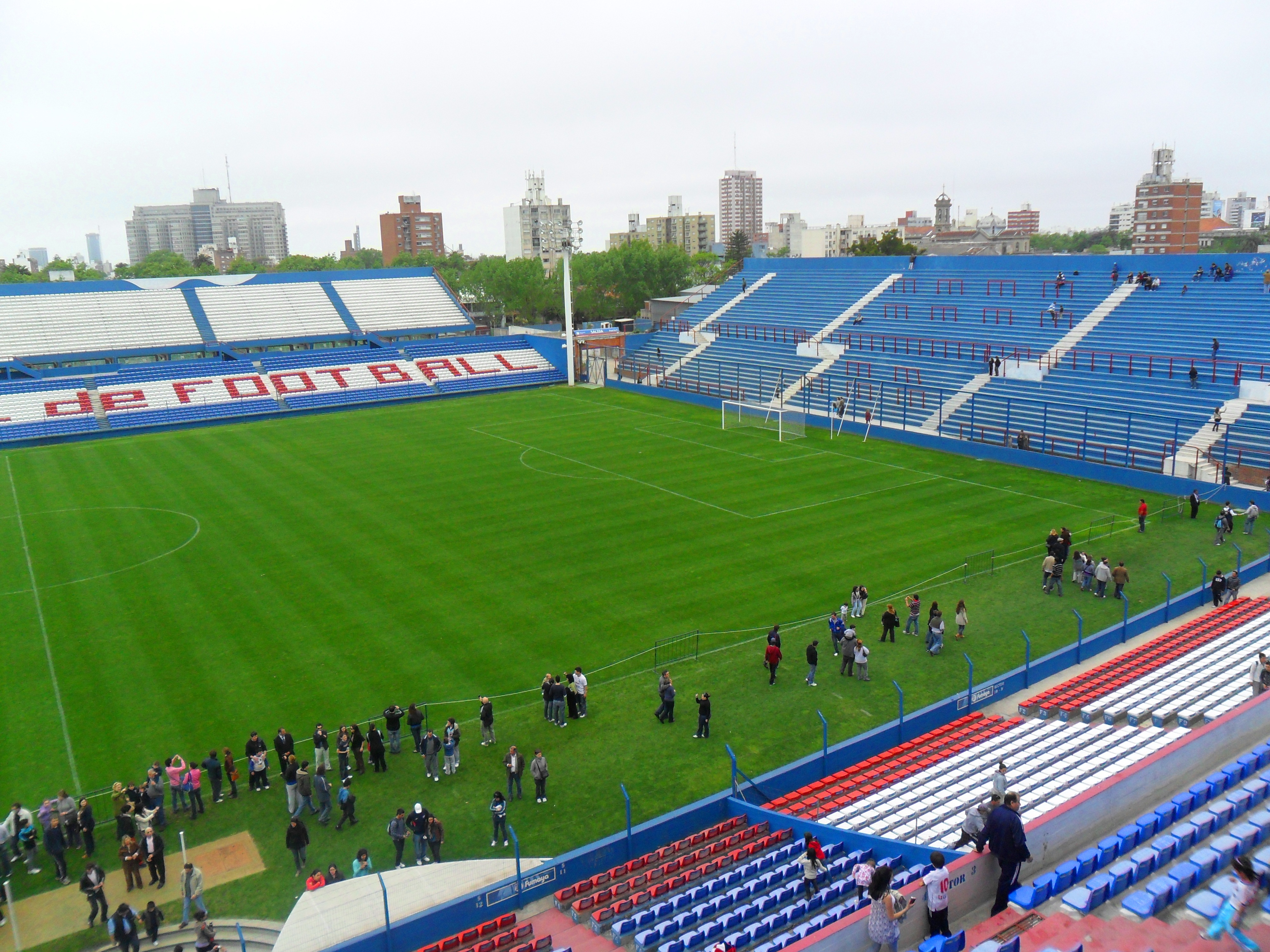
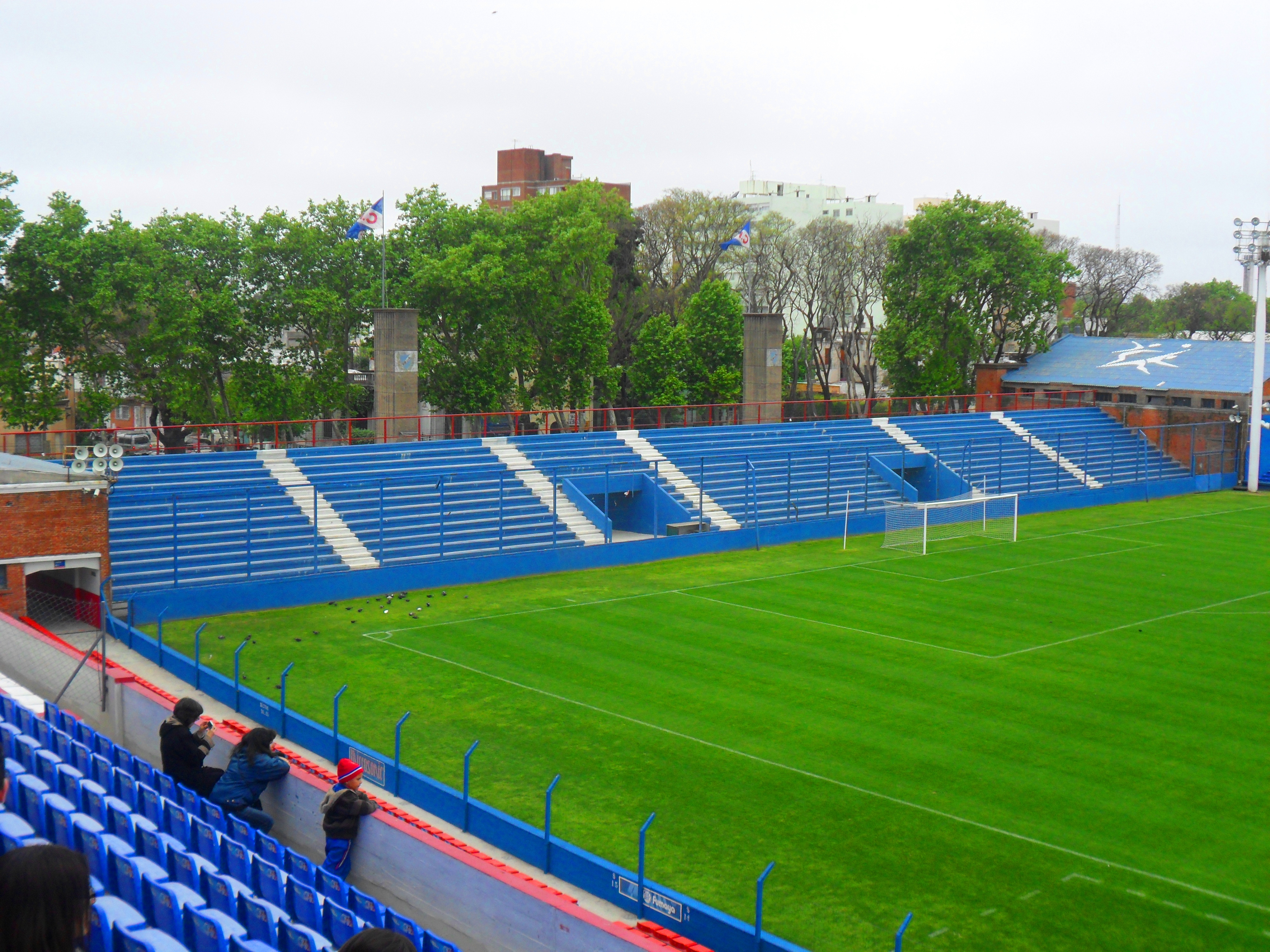
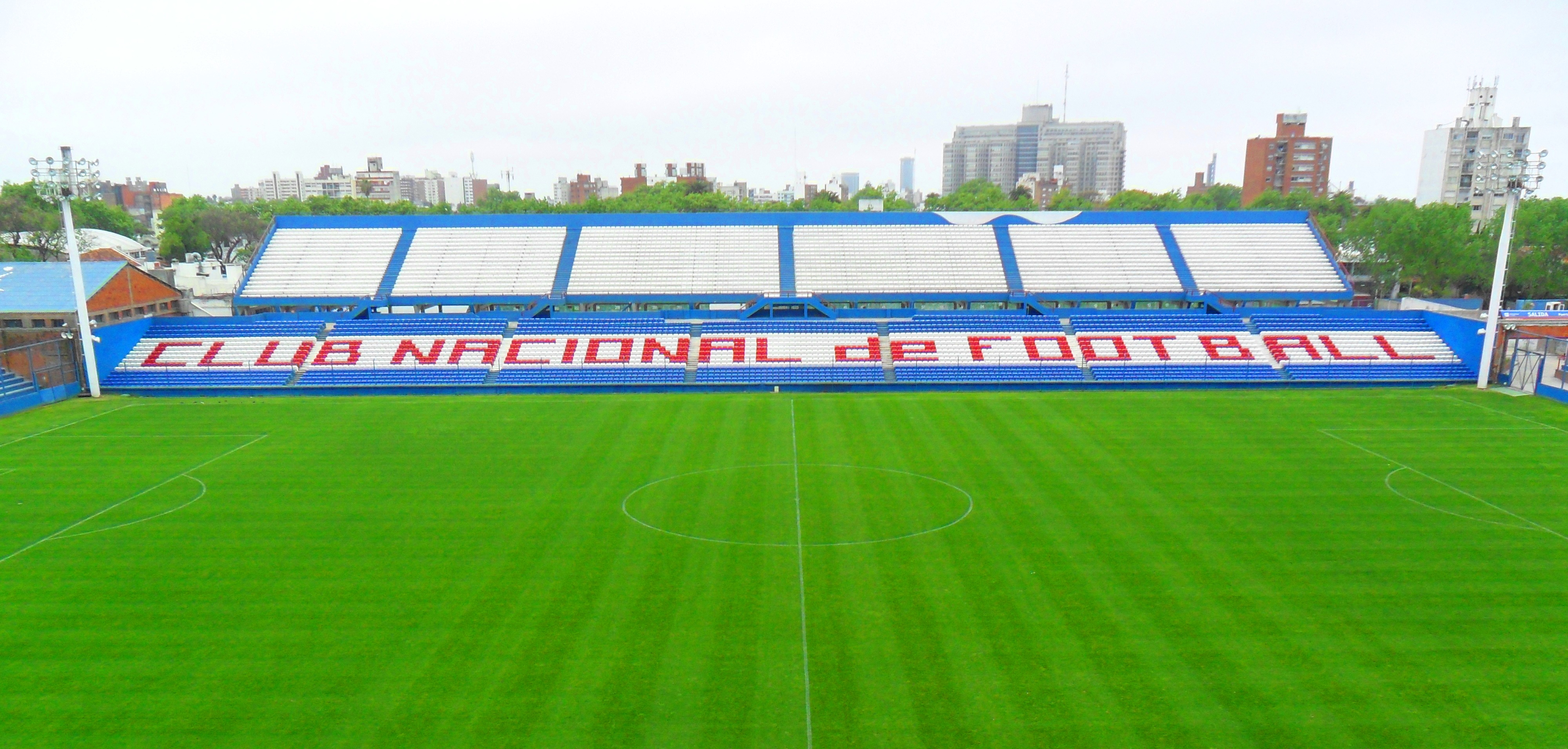
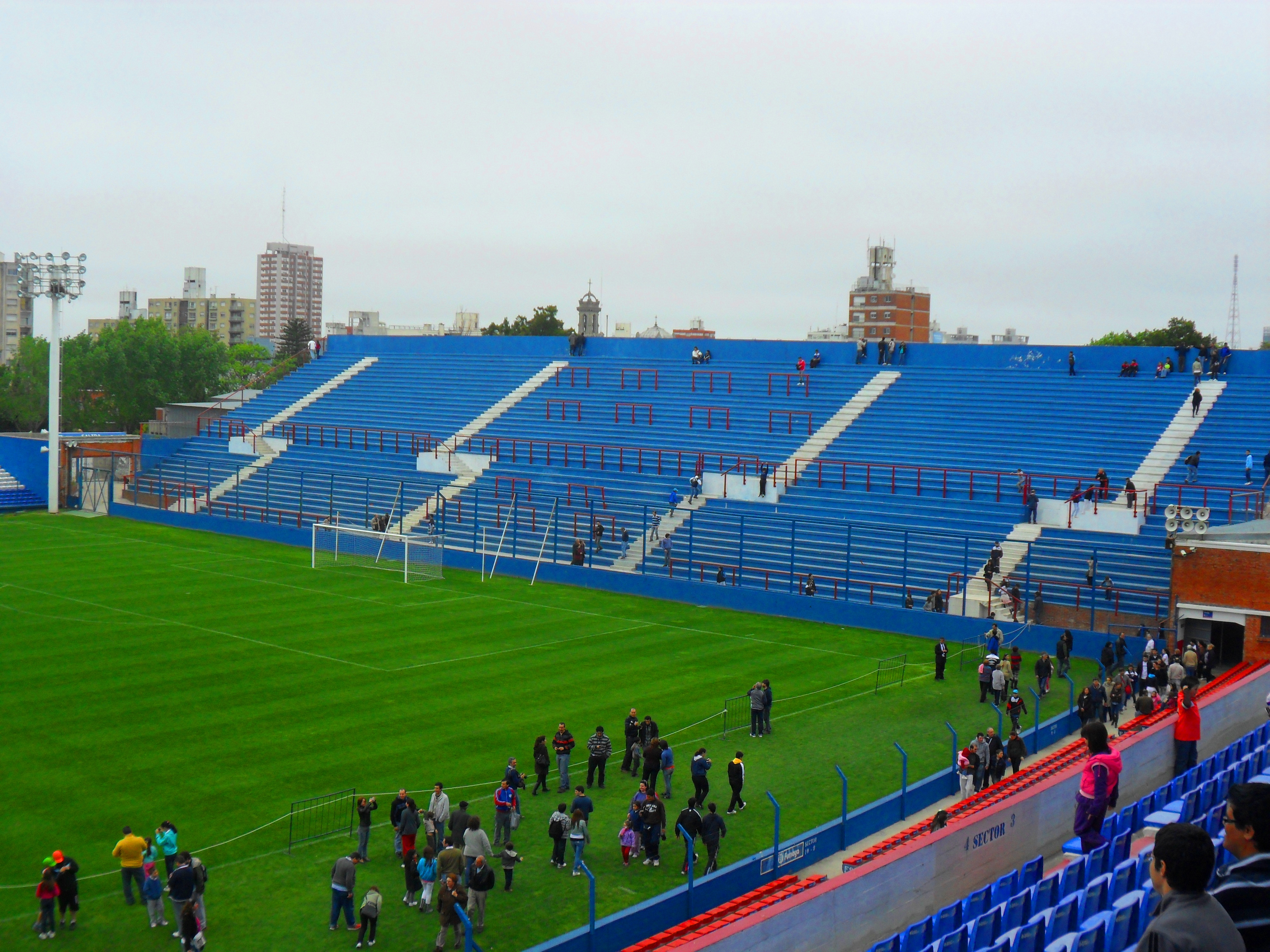
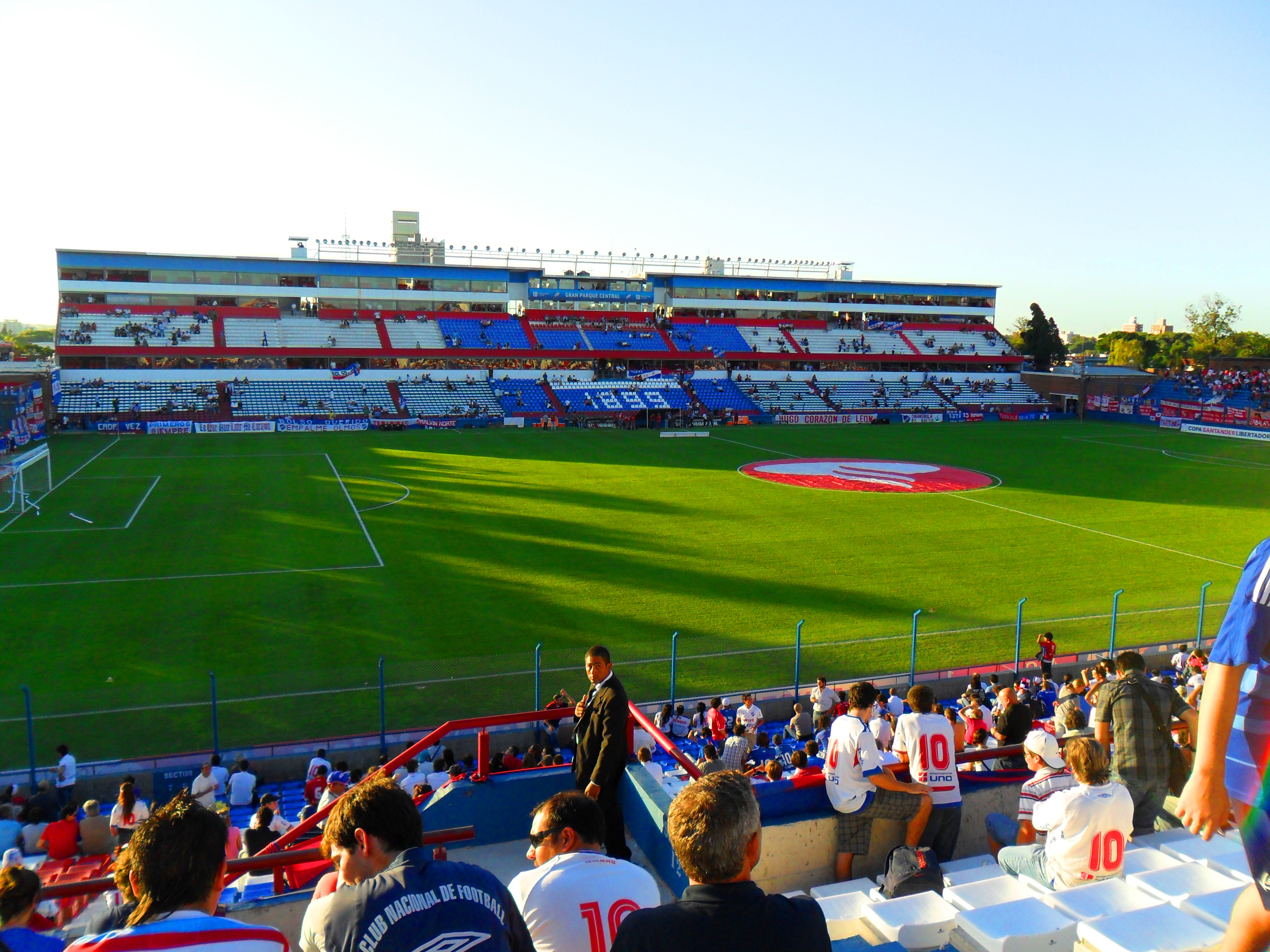
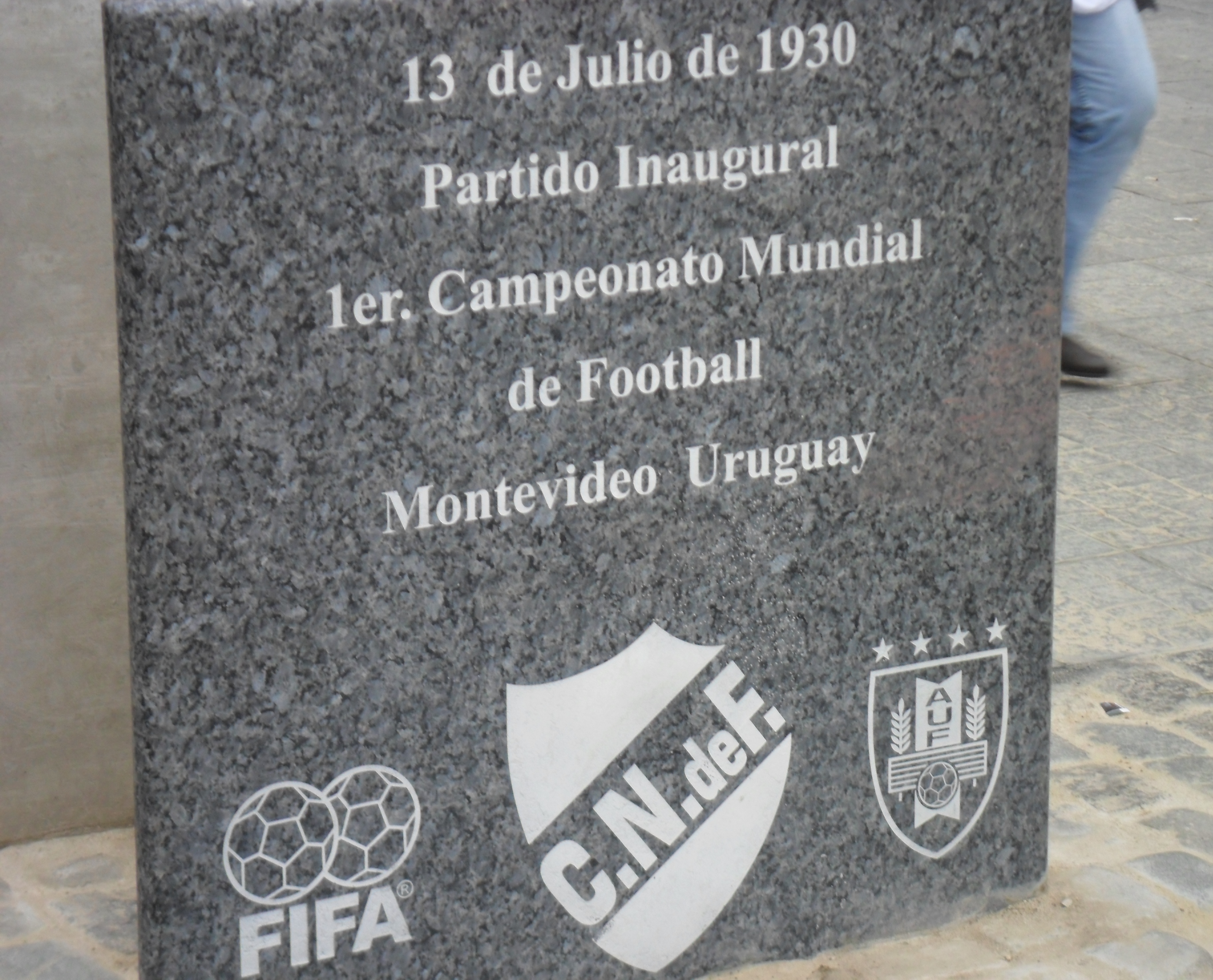
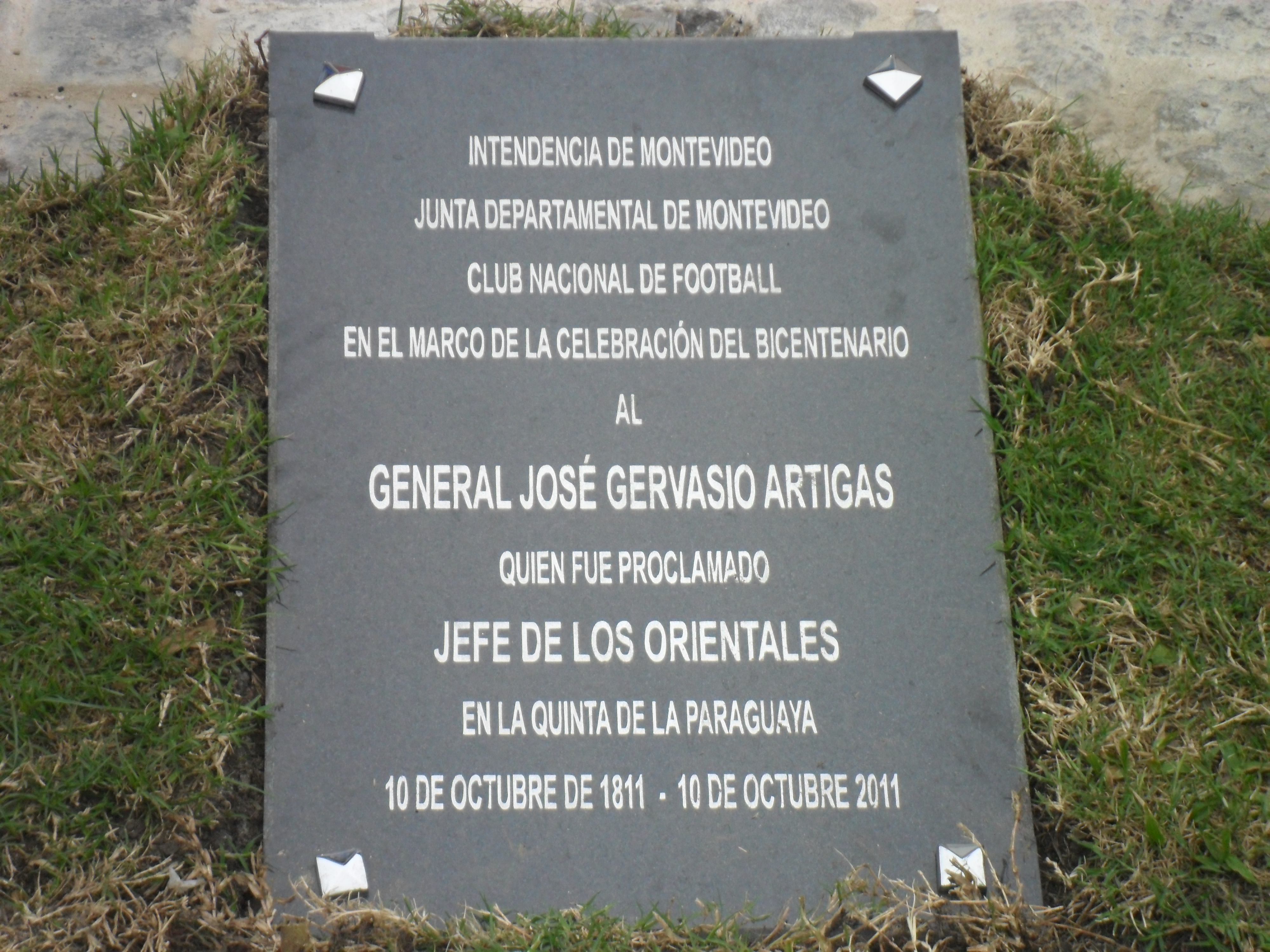
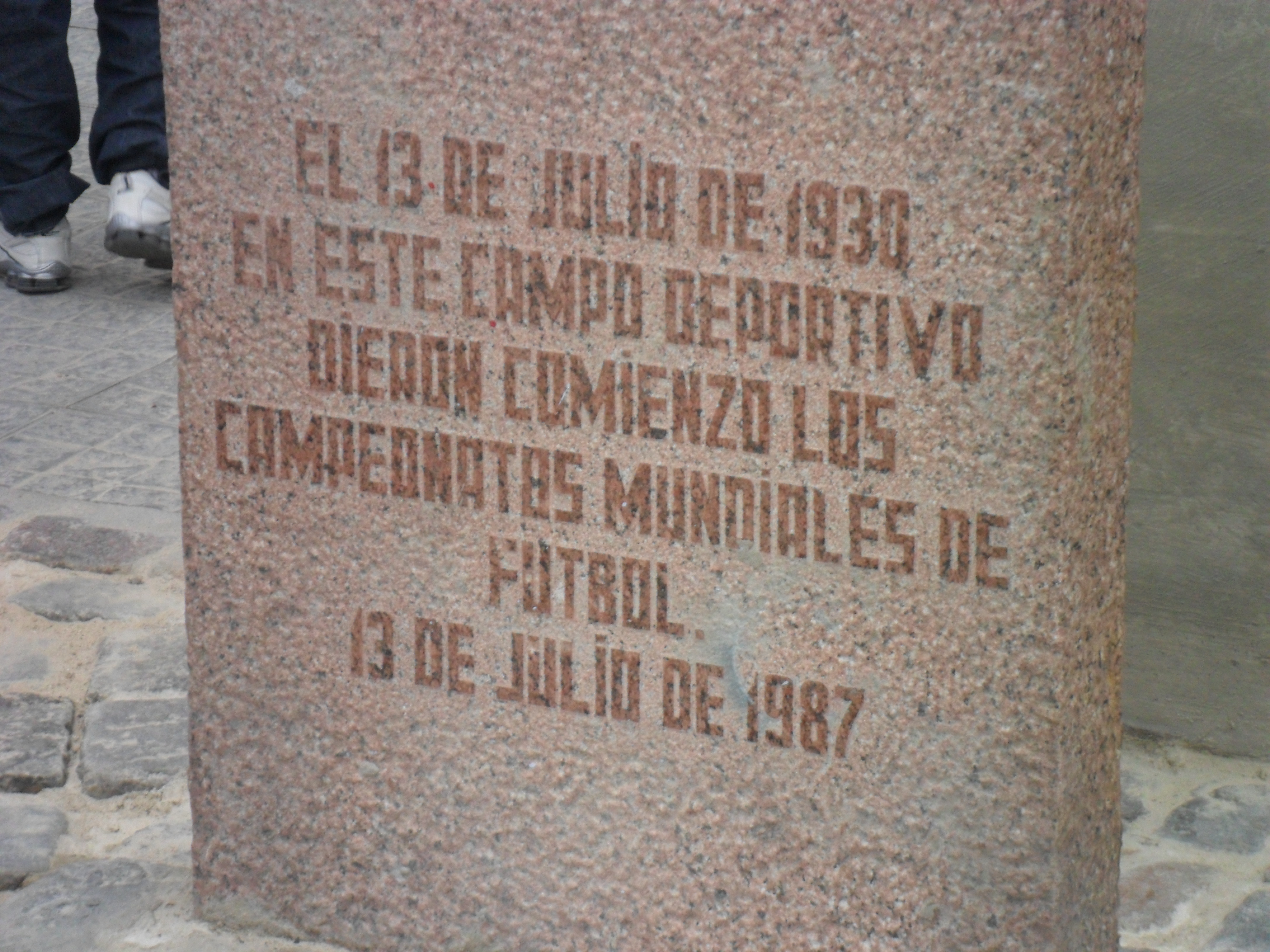

## Coupe du monde de football de 1930

### Groupe A
| 15 juillet 1930                   | Argentine | 1 – 0 | France | Estadio Gran Parque Central, Montevideo  |                                          |
| 16:00 · Historique des rencontres | Monti 81e |       |        | Spectateurs : 18 000 Arbitrage : M. Rêgo | Spectateurs : 18 000 Arbitrage : M. Rêgo |
| 16:00 · Historique des rencontres | Rapport   |       |        | Spectateurs : 18 000 Arbitrage : M. Rêgo | Spectateurs : 18 000 Arbitrage : M. Rêgo |

| 16 juillet 1930                   | Chili                        | 3 – 0 | Mexique | Estadio Gran Parque Central, Montevideo          |                                                  |
| 14:45 · Historique des rencontres | Subiabre 3e, 52e · Vidal 65e |       |         | Spectateurs : 7 000 Arbitrage : Henry Christophe | Spectateurs : 7 000 Arbitrage : Henry Christophe |
| 14:45 · Historique des rencontres | Rapport                      |       |         | Spectateurs : 7 000 Arbitrage : Henry Christophe | Spectateurs : 7 000 Arbitrage : Henry Christophe |

### Groupe B
| 14 juillet 1930                   | Yougoslavie            | 2 – 1 | Brésil        | Estadio Gran Parque Central, Montevideo        |                                                |
| 12:45 · Historique des rencontres | Tirnanić 21e · Bek 30e |       | Preguinho 62e | Spectateurs : 20 000 Arbitrage : Aníbal Tejada | Spectateurs : 20 000 Arbitrage : Aníbal Tejada |
| 12:45 · Historique des rencontres | Rapport                |       |               | Spectateurs : 20 000 Arbitrage : Aníbal Tejada | Spectateurs : 20 000 Arbitrage : Aníbal Tejada |

| 17 juillet 1930                   | Yougoslavie                                     | 4 – 0 | Bolivie | Estadio Gran Parque Central, Montevideo              |                                                      |
| 12:45 · Historique des rencontres | Bek 60e, 67e · Marjanović 65e · Vujadinović 86e |       |         | Spectateurs : 20 000 Arbitrage : Francisco Matteucci | Spectateurs : 20 000 Arbitrage : Francisco Matteucci |
| 12:45 · Historique des rencontres | Rapport                                         |       |         | Spectateurs : 20 000 Arbitrage : Francisco Matteucci | Spectateurs : 20 000 Arbitrage : Francisco Matteucci |

### Groupe D
| 13 juillet 1930                   | États-Unis                      | 3 – 0 | Belgique | Estadio Gran Parque Central, Montevideo      |                                              |
| 15:00 · Historique des rencontres | McGhee 40e, 43e · Patenaude 89e |       |          | Spectateurs : 15 000 Arbitrage : José Macías | Spectateurs : 15 000 Arbitrage : José Macías |
| 15:00 · Historique des rencontres | Rapport                         |       |          | Spectateurs : 15 000 Arbitrage : José Macías | Spectateurs : 15 000 Arbitrage : José Macías |

| 17 juillet 1930                   | États-Unis              | 3 – 0 | Paraguay | Estadio Gran Parque Central, Montevideo      |                                              |
| 14:45 · Historique des rencontres | Patenaude 10e, 18e, 50e |       |          | Spectateurs : 20 000 Arbitrage : José Macías | Spectateurs : 20 000 Arbitrage : José Macías |
| 14:45 · Historique des rencontres | Rapport                 |       |          | Spectateurs : 20 000 Arbitrage : José Macías | Spectateurs : 20 000 Arbitrage : José Macías |